# 다카도리역
다카도리역 또는 타카토리역(일본어: 高取駅, たかとりえき 타카토리에키[*])은 일본 히로시마현 히로시마시 아사미나미구에 있는 히로시마 신교통 1호선의 역이다.
| 1 | ■ 하행 | 도모 · 오바라 · 오즈카 · 고이키코엔마에 방면                                                              |
| 2 | ■ 상행 | 야스히가시 · 후루이치 · 니시하라 · 기온신바시키타 · 우시타 · 신하쿠시마 · 조호쿠 · 겐초마에 · 혼도리 방면 |

히로시마 고속 교통의 다카도리 역은 섬식 승강장 1면 2선의 구조를 갖춘 고가역이다.

## 인접역
| 히로시마 고속 교통 히로시마 신교통 1호선 | 히로시마 고속 교통 히로시마 신교통 1호선 | 히로시마 고속 교통 히로시마 신교통 1호선 |
| ---------------------------------------- | ---------------------------------------- | ---------------------------------------- |
| 가미야스 혼도리 방면                     | ■ 아스트램 라인                          | 조라쿠지 고이키코엔마에 방면             |